# Marko Milivojević
Marko Milivojević je srpski muzičar. Svirao je bubnjeve i klavijature u raznim jugoslovenskim bendovima (Morbidi, U škripcu, Partibrejkers, Električni orgazam, Old Stars Band, E-Play...), a poznat je i kao poslednji bubnjar srpskog rok benda Ekatarina Velika.
Svira kao deo Marčelovog Šok orkestra kao i pratećeg sastava Vlade Divljana (Ne)Vladina organizacija. U poslednje vreme sa Lenom Kovačević je radio na njenom debitantskom albumu sa orkestrom Bobana Markovića i Dejanom „Mocartom” Kostićem.